# European Challenge Cup 2007-08
La European Rugby Challenge Cup 2007-2008 fue la duodécima temporada  de la European Rugby Challenge Cup, la segunda competición de rugby union por clubes de los países integrantes del Torneo de las Seis Naciones, y algún que otro participante de otros países.

## Fase de grupos

### Grupo 1
| Team           | PJ | PG | PE | PP | TF | TC | DT  | PF  | PC  | Dif  | BT | BD | Pts |
| -------------- | -- | -- | -- | -- | -- | -- | --- | --- | --- | ---- | -- | -- | --- |
| Bath Rugby     | 6  | 6  | 0  | 0  | 28 | 6  | +22 | 203 | 65  | +138 | 5  | 0  | 29  |
| Auch           | 6  | 3  | 0  | 3  | 11 | 19 | -8  | 109 | 147 | -38  | 1  | 1  | 14  |
| Albi           | 6  | 2  | 0  | 4  | 15 | 21 | -6  | 130 | 177 | -47  | 1  | 2  | 11  |
| Overmach Parma | 6  | 1  | 0  | 5  | 10 | 18 | -8  | 104 | 157 | -53  | 0  | 3  | 7   |

### Grupo 2
| Team               | PJ | PG | PE | PP | TF | TC | DT  | PF  | PC  | Dif  | BT | BD | Pts |
| ------------------ | -- | -- | -- | -- | -- | -- | --- | --- | --- | ---- | -- | -- | --- |
| Worcester Warriors | 6  | 6  | 0  | 0  | 36 | 6  | +30 | 245 | 49  | +196 | 5  | 0  | 29  |
| Montauban          | 6  | 3  | 0  | 3  | 28 | 12 | +16 | 175 | 113 | +62  | 3  | 1  | 16  |
| Bucureşti          | 6  | 2  | 1  | 3  | 7  | 22 | -15 | 77  | 158 | -81  | 0  | 0  | 10  |
| Gran Parma         | 6  | 0  | 1  | 5  | 7  | 38 | -31 | 82  | 259 | -177 | 0  | 1  | 3   |

### Grupo 3
| Team              | PJ | PG | PE | PP | TF | TC | DT  | PF  | PC  | Dif  | BT | BD | Pts |
| ----------------- | -- | -- | -- | -- | -- | -- | --- | --- | --- | ---- | -- | -- | --- |
| Newcastle Falcons | 6  | 5  | 0  | 1  | 34 | 3  | +31 | 264 | 57  | +207 | 3  | 1  | 24  |
| Brive             | 6  | 4  | 0  | 2  | 21 | 5  | +16 | 179 | 73  | +106 | 3  | 2  | 20  |
| Connacht          | 6  | 3  | 0  | 3  | 25 | 10 | +15 | 172 | 97  | +75  | 2  | 1  | 15  |
| El Salvador       | 6  | 0  | 0  | 6  | 3  | 65 | -62 | 26  | 414 | -388 | 0  | 0  | 0   |

### Grupo 4
| Team            | PJ | PG | PE | PP | TF | TC | DT  | PF  | PC  | Dif  | BT | BD | Pts |
| --------------- | -- | -- | -- | -- | -- | -- | --- | --- | --- | ---- | -- | -- | --- |
| Sale Sharks     | 6  | 5  | 1  | 0  | 34 | 8  | +26 | 244 | 62  | +182 | 5  | 0  | 27  |
| Montpellier     | 6  | 4  | 1  | 1  | 12 | 14 | -2  | 114 | 115 | -1   | 1  | 0  | 19  |
| Bayonne         | 6  | 1  | 0  | 5  | 16 | 20 | -4  | 100 | 164 | -64  | 2  | 2  | 8   |
| Petrarca Padova | 6  | 1  | 0  | 5  | 7  | 27 | -20 | 73  | 190 | -117 | 0  | 1  | 5   |

### Grupo 5
| Team              | PJ | PG | PE | PP | TF | TC | DT  | PF  | PC  | Dif | BT | BD | Pts |
| ----------------- | -- | -- | -- | -- | -- | -- | --- | --- | --- | --- | -- | -- | --- |
| Castres Olympique | 6  | 5  | 0  | 1  | 19 | 12 | +7  | 160 | 105 | +55 | 1  | 0  | 21  |
| Leeds Carnegie    | 6  | 4  | 0  | 2  | 18 | 10 | +8  | 157 | 101 | +56 | 2  | 1  | 19  |
| Calvisano         | 6  | 2  | 0  | 4  | 13 | 29 | -16 | 123 | 200 | -77 | 1  | 0  | 9   |
| Dax               | 6  | 1  | 0  | 5  | 15 | 14 | +1  | 109 | 143 | -34 | 1  | 3  | 7   |

## Fase final

### Cuartos de final
| 4 de abril | Sale Sharks | 49 - 24 | CA Brive |  |  |

| 5 de abril | Bath Rugby | 57 - 5 | Leeds Carnegie |  |  |

| 5 de abril | Worcester Warriors | 36 - 26 | Montpellier Hérault Rugby |  |  |

| 5 de abril | Newcastle Falcons | 40 - 13 | Castres Olympique |  |  |

### Semifinales
| 26 de abril | Worcester Warriors | 31 - 16 | Newcastle Falcons |  |  |

| 26 de abril | Bath Rugby | 36 - 14 | Sale Sharks |  |  |

### Final
| 25 de mayo | Bath Rugby | 24 - 16 | Worcester Warriors | Kingsholm Stadium,              |  |
|            |            |         |                    | Asistencia: 16.157 espectadores |  |

| Bandera de Inglaterra |
| Campeón Bath Rugby    |
| Primer título         |